# Usama ibn Munqidh
Majd ad-Dīn Usāma ibn Murshid ibn ʿAlī ibn Munqidh al-Kināni al-Kalbi (también Usamah, Ousama, etc.; árabe: أسامة بن منقذ) (4 de julio de 1095-17 de noviembre de 1188) fue un poeta, escritor, faris (caballero), y diplomático musulmán de la Edad Media perteneciente a la dinastía Banu Munqidh dinastía de Shaizar en Siria del norte. Su vida coincidió con el surgimiento de varias dinastías musulmanas del medievo, la llegada de la Primera Cruzada, y el establecimiento de los estados cruzados.
Usama era el sobrino y posible sucesor del emir de Shaizar, pero fue exiliado en 1131 y pasó el resto de su vida sirviendo a otros dirigentes. Fue cortesano de los Burids, Zanguíes, y Ayubí en Damasco, sirviendo el Zengi, Nur anuncio-Alboroto, y Saladin sobre un periodo de casi cincuenta años. También sirva el Fatimid tribunal en Cairo, así como el Artuqids en Hisn Kayfa. Viaje extensamente en tierras árabes, visitando Egipto, Siria, Palestine y a lo largo del Tigris Río, y fue en peregrinaje a Meca. Él a menudo inmiscuido en la política de los tribunales en qué sirva, y esté exiliado de ambos Damasco y Cairo.
Durante e inmediatamente después de su vida,  fue famoso como poeta y adab ("hombre de letras"). Escribió numerosas antologías de poesía, como el Kitab al-'Asa ("Libro del Personal"), Lubab al-Adab ("Kernels de Refinamiento"), y al-Manazil wa'l-Diyar ("Habitaciones y Moradas"), así como colecciones de su propia poesía. En tiempos modernos, es mejor reconocido por su Kitab al-I'tibar ("Libro de Aprender por Ejemplo" o "Libro de Contemplación"), el cual contiene descripciones largas de los cruzados, quien interaccione con encima muchas ocasiones, y algunos de quien considere amigos, a pesar de que generalmente les vea extranjeros tan ignorantes.
La mayor parte de su familia murió en 1157 durante un terremoto en Shaizar. Falleció en Damasco en 1188, a la edad de 93 años.

## Primeros años

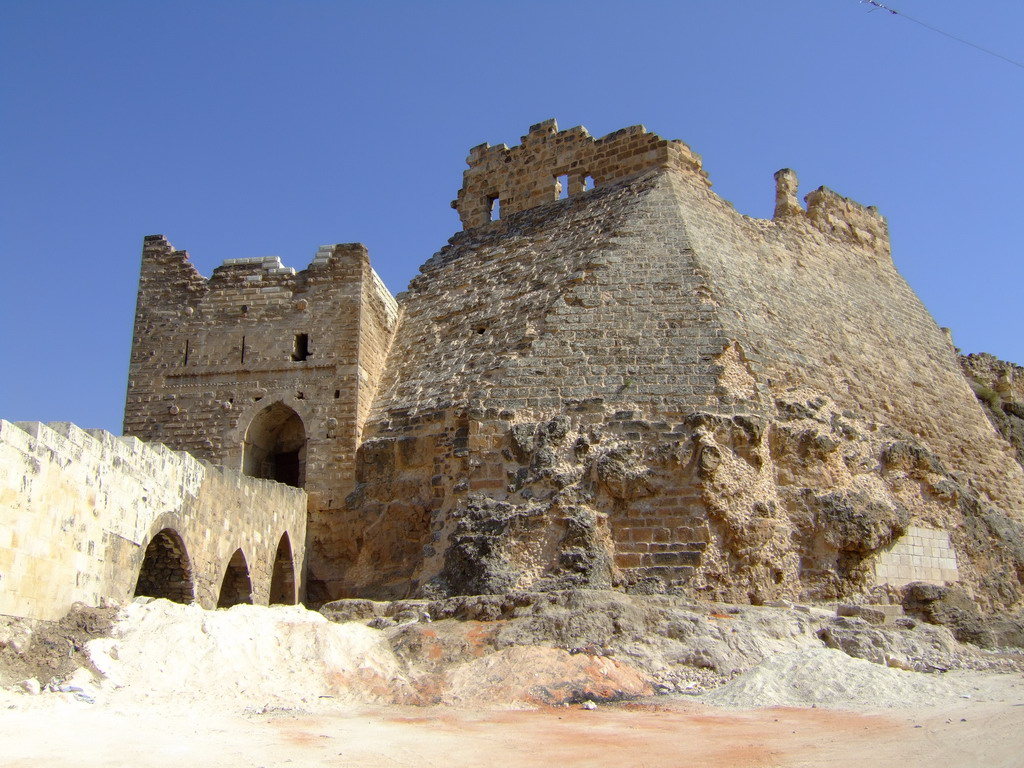
La fortaleza de Shaizar.

Usama fue hijo de Murshid, y el sobrino de Nasr, emir de Shaizar.
Shaizar era visto como un sitio estratégico importante, al tratarse de una puerta para entrar y controlar el interior de Siria, por tal motivo, su control cambió de manos en severas ocasiones, entre árabes y bizantinos. Durante la conquista musulmana del Levante en el año 637, los árabes conquistaron inicialmente Shaizar, y fue hasta el 999 que los bizantinos la recuperaron. En 1025 el gobernante de Hama, Saleh al-Murdase, asignó una porción de tierra cerca de Shaizar a la tribu de Banu Munqid, quienes con el tiempo, expandieron su territorio con la construcción de fortificaciones y castillos hasta que el abuelo de Usama, Iz Al-Dawlah Al-Murhif Nasr tomó Shaizar en 1180.
Cuándo Nasr muere en 1098, el padre de Usama, Majd Al-Deen Abi Salamah Murshed (1068- 1137) se convirtió en emir de Shaizar y de las ciudades circundantes. Sin embargo, pronto cedió su posición al tío de Usama, (Iz Al-Deen Abi Al-Asaker Sultan Mrdad), Sultan, desde Murshid era más interesado en estudiar religión, escribiendo el Quraan y caza que asuntos de políticas.
A lo largo de la vida de Usama y mientras su tío gobernó, Shaizar fue atacada numerosas veces por Bani Klab en Alepo, la secta de asesinos, los bizantinos y los cruzados. Sus murallas fueron golpeadas con máquinas de asedio durante diez días en 1137 cuando los bizantinos y cruzados intentaron asaltarla. Aun así, debido a sus fortificaciones naturales, castillos y paredes Shaizar nunca cayó.
De niño, Usama fue el segundo de cuatro hijos, fue criado por su nodriza Lu'lu'a, quién también había criado a su padre y más tarde criaría a los hijos de Usama. Su padre le motivó a memorizar el Corán, además de ser instruido por eruditos como Ibn Munira de Kafartab y Abu Abdullah al-Tulaytuli de Toledo. Pasó gran parte de su juventud cazando con su familia, por un lado como actividad recreacional y por otro como entrenamiento para ser un guerrero (faris) también obtuvo mucha experiencia directa durante las batallas contra el vecino condado de Trípoli y el principado de Antioquía, vecinos musulmanes hostiles en Hama, Homs, y en otros lugares, además de los combates librados contra Hashshashin que habían establecido una base cercana Shaizar.
Inicialmente Sultán no tenía ningún heredero varón, por lo que es posible que Usama esperara ser su sucesor debido a que su tío lo distinguió del resto de sus hermanos enseñándole personalmente la forma de hacer guerra y caza, además de favorecerlo asignándole misiones como su representante. Sin embargo, cuando Sultán tuvo a su propio hijo, dejó de apreciar la presencia de Usama y el resto de los hijos de Murshid. De acuerdo con Usama, Sultan se sintió particularmente celoso de él cuando obtuvo como trofeo la cabeza de un gran león, tras una cacería en 1131. Añade que su abuela le advirtió sobre el efecto que tal situación podría ocasionar sobre su tío. Aparte de este pasaje, Usama habla bien de su tío en las pocas ocasiones en que lo menciona en su autobiografía, destacando sus acciones nobles. A la larga, Usama deja Shaizar temporalmente en 1129, pero después de la muerte de su padre en 1137, su exilio se vuelve permanente.
Sultán muere en 1154 y su hijo, Taj Al-Dawlah Naser Al-Deen Mohammad, heredó el castillo. De cualquier manera, Usama fue el último sucesor de la línea después de que un terremoto en el área en 1157 matara a decenas.

## Damasco y Egipto
Usama se dirigió a Homs, donde fue tomado cautivo en una batalla contra Zengi, el atabeg de Mosul y Alepo, quién acababa de capturar la cercana Hama. Después de que su captura estuvo al servicio de Zengi, y viajó a Siria del norte, Irak, y Armenia donde luchó que contra los enemigos de Zengi, incluyendo el califa abasí en las afueras de Bagdad en 1132. En 1135 regresó al sur, a Hama, donde uno de los generales de Zengi, al-Yaghisiyani, fue nombrado gobernador. Regresó a Shaizar cuándo su padre mueió en mayo de 1137, y otra vez en abril de 1138 cuando el emperador bizantino Juan II Comneno asedió la ciudad.
El cerco del emperador sobre Shaizar no tuvo éxito, pero la ciudad estaba severamente dañada. Después del sitio, Usama dejó el servicio de Zengi y fue a Damasco, que era gobernado por Mu'in ad-Din Unur, el atabeg de la dinastía Burid. Zengi estaba determinado a conquistar Damasco, por lo que Usama y Unur decidieron pedir ayuda al Reino de Jerusalén. Usama fue enviado en una visita preliminar a Jerusalén en 1138, y en 1139 Zengi capturó Baalbek en territorio damasceno. En 1140 Unur envió de nuevo a Usama a Jerusalén para concluir un tratado con los cruzados, y luego ambos, Usama y Unur visitaron a sus aliados varias veces entre 1140 y 1143. Después, Usama fue sospechoso de estar implicado en una conspiración contra Unur, y huyó Damasco con los Fatimí  del Cairo en noviembre de 1144.
En el Cairo se convirtió en un rico cortesano, pero se vio implicado en problemas y conspiraciones ahí también. El joven az-Zafir se convirtió en califa en 1149, e Ibn as-Sallar en visir, con Usama como uno de sus consejeros. As-Sallar envió a Usama para negociar una alianza contra los cruzados con el hijo de Zengi, Nur ad-Din, pero las negociaciones fallaron. Usama participó en batallas con los cruzados en las afueras de Ascalón en su manera regreso a Egipto, después de irse, su hermano 'Ali fue asesinado en Gaza.
En Egipto, as-Sallar fue asesinado en 1153 por su hijo Abbas, su nieto Nasr, y el califa az-Zafir, quién, según Usama, era el amante de Nasr. Ibn al-Athir historiador del siglo XIII dice que Usama fue el instigador de este conflicto. Usama también pudo haber estado detrás del asesinato de az-Zafir por Abbas, en 1154. Los parientes de Az-Zafir solicitaron a un seguidor, Ibn Ruzzik, que persiguiera a Abbas fuera de Cairo, y Usama le siguió. Perdió sus posesiones en el Cairo, y en el camino a Damasco su comitiva fue atacada por los cruzados y por nómadas Beduinos, pero en junio de 1154 llegó a salvo a Damasco, que recientemente había sido capturado por Nur ad-Din. Ibn Ruzzik intentó persuadirle para volver, pues el resto de su familiar seguía en el Cairo, pero Usama fue capaz de llevarles a Damasco, a través de territorio de cruzado, en 1156. Los cruzados prometieron transportarles sin peligro, pero fueron atacados y saqueados, de ahí que Usama perdiera su biblioteca entera.

## Años tardíos

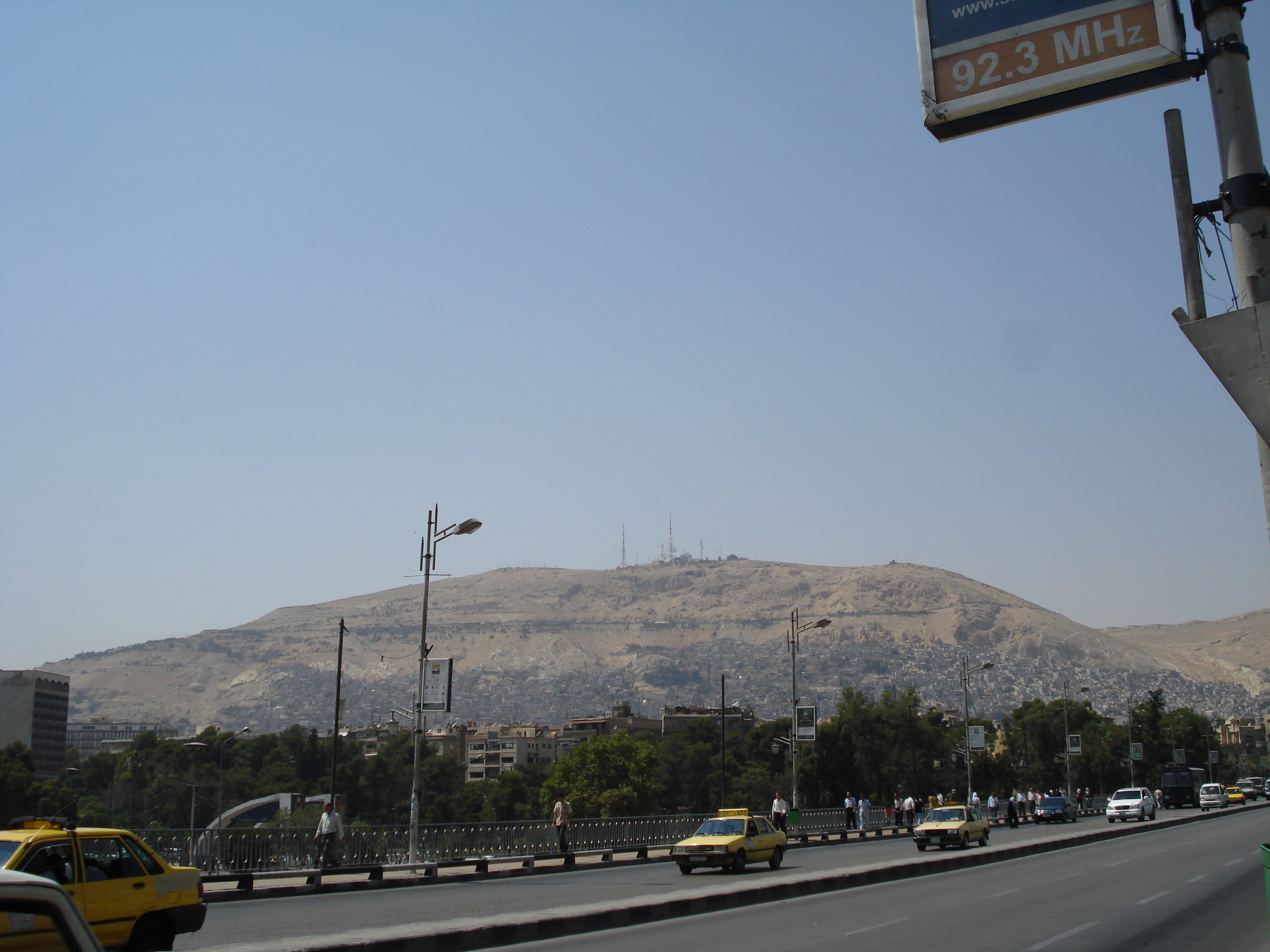
Monte Qasiyun en Damasco, donde Usama fue enterrado.

En 1157, Shaizar fue destruido por un terremoto, matando a casi todos los parientes de Usama, que habían asistido a la circuncisión del hijo de su primo Muhammad, quién recientemente había sucedido a Sultan como emir. El único superviviente fue la mujer de Muhammad. Usama se había quedado en Damasco, y después de la destrucción de su hogar, permaneció ahí en semi-retiro. Viajó en peregrinaje a Meca en 1160, luego fue en campaña contra los cruzados con Nur ad-Din en 1162, y estuvo en la Batalla de Harim en 1164. Ese mismo año, Usama dejó el servicio de Nur ad-Din y fue hacia el norte a la corte de Kara Arslan, el emir artúquida de Hasankeyf.
La vida de Usama en Hasankeyf es muy oscura, pero viaje a lo largo de la región, y probablemente escribió muchos de sus trabajos allí. En 1174 Usama fue invitado a Damasco para servir a Saladin, quién había sucedido a Nur ad-Din más temprano ese año y era amigo del hijo de Usama, Murhaf. Usama continúo viviendo en semi-retiro, como lo hizo en Hasankeyf, y a menudo se reunía con Saladin para hablar sobre literatura y guerra. Puede que también haya enseñado poesía y hadiz en Damasco, y llevado a cabo exposiciones de poesía para Saladin y sus hombres en jefe, incluyendo al-Qadi al-Fadl e Imad ad-Din al-Isfahani. Muere el 17 de noviembre de 1188.  Fue enterrado en Damasco en el Monte Qasiyun, aunque la tumba está perdida.

## Familia
Usama tuvo tres hermanos, Muhammad, 'Ali, y Munqidh; su primo, también llamado Muhammad relevó al tío de Usama, Sultan, como emir de Shaizar. Usama tuvo un hijo, Murhaf, en 1126, otro, Abu Bakr, quién murió siendo niño. Una hija, Umm Farwa, en Hasankeyf en 1166. Menciona otros niños, pero sus nombres, y el nombre de su mujer o mujeres, es desconocido.
La imagen que muestra de su padre era la de un hombre piadoso y religioso, quién no estaba interesado en los asuntos de este mundo, pasando la mayoría de su tiempo que leyendo el Corán, en ayuno y cazando durante el día y por la noche copiando el Corán. Usama también hace el recuento en su autobiografía Kitab al Itibar, de unas cuantas batallas a las que su padre se unió contra los cruzados.

## Religión
Algunas veces se asume que Usama era chiita, porque a menudo escribe sobre 'Ali, además, su familiar cooperó con los Fatimí y otras dinastías chiitas, y él mismo sirvió a los fatimís en Egipto. Philip K. Hitti pensó que Usama tenía una "simpatía secreta" con el Chiismo. Paul M. Cobb no cree que haya suficiente evidencia, pero cree que Usama fuera probablemente sunita con "tendencias chiítas aceptables." Robert Irwin piensa que los Banu Munqidh eran chiitas imamíes (a diferencia de los Fatimí que era sevener), y que otra pista del chiismo de Usama es su aversión del yihad, que no era una doctrina chiita. Usama también admiraba a los monjes y hombres santos cristianos, y le perturbó que los musulmanes no fueron tan piadosos como los cristianos. Fue muy aficionado del sufismo cuándo aprendió de éste en su vida tardía en Damasco.

## Trabajos
Alrededor de 1171 en Hasankeyf, Usama escribió el Kitab al-'Asa ("Libro del Personal"), una antología de poesía sobre bastones famosos y otros objetos personales, y al-Manazil wa'l-Diyar ("Habitaciones y Moradas"). En Damasco en los tempranos años de 1180 escribió otra antología, el Lubab al-Adab ("Kernels de Refinamiento"), instrucciones para vivir una vida correctamente cultivada. Es más famoso por el Kitab al-I'tibar (traducido de varias maneras, más recientemente como el Libro de Contemplación), el cual estuvo escrito como regalo a Saladin cerca de 1183. No es exactamente una "autobiografía", como Philip Hitti tradujo el título, a pesar de que incluye muchos detalles autobiográficos que son incidentales al punto principal. Su significado pretendía ser "un libro de ejemplos ('ibar)" del que se sacaran lecciones."
En 1880, Hartwig Derenbourg fue el primero en descubrir el Kitab al-I'tibar, que sobrevivió en único manuscrito, en la posesión del Escurial en Madrid. Derenbourg fue también el primero en producir una edición árabe (1886), una biografía de Usama (1889), y una traducción en francés (1895). En 1930, Hitti produjo una edición de árabe mejorada, y una traducción en inglés. Qasim Tan-Samarrai produjo otra edición en árabe (1987).
Usama escribió en "árabe medio", un menos estilo formal que el árabe clásico.

## Reputación
Usama era conocido por inmiscuirse en los asuntos de otros, más que de manejar cualquier poder propio. Como la Enciclopedia de Islam dice, "su carrera era problemática, y para ello, sus propias acciones eran, seguramente, responsables en gran medida."
Para musulmanes medievales contemporáneos y tardíos, era recordado por su poesía y sus antologías de poesía. Ibn Khallikan, autor de un diccionario biográfico del siglo XIV, le llama "uno de los más poderosos, sabios, e intrépidos miembros de la familia [Munqidh]" y habla en gran longitud sobre su poesía.
También era conocido por sus proezas militares y de cacería. Ibn al-Athir lo describió como "de lo más valiente", respecto a su presencia en la Batalla de Harim.
Para lectores modernos es más famoso para el Kitab al-I'tibar y sus descripciones de vida en Siria durante las cruzadas tempranas. La naturaleza fragmentada de su trabajo le ha dado la reputación de excursionista senil, a pesar de que está escrito con una estructura antológica, con cuentos humorísticos o morales que no pretenden proceder cronológicamente, como una autobiografía verdadera lo haría. Debido a que este estilo de literatura, adab en árabe,  no necesariamente tiene que ser factual, los historiadores señalan que el material histórico de Usama no puede ser siempre confiable. Las anécdotas de Usama sobre los cruzados son, a veces, chistes obvios, exagerando sus "otredades" para entretener a su audiencia musulmana. Como Carole Hillenbrand escribió,  sería "peligrosamente erróneo tomar la evidencia de su libro como su valor aparente."

### Ediciones y traducciones de Usama trabajos
- Ousama ibn Mounkidh, un emir Syrien au premier siècle des croisades (1095@-1188), ed. Hartwig Derenbourg. París, 1889.
- Un árabe-Guerrero y Señor sirios en el Periodo de las Cruzadas; Memoirs de Nosotrosāmah ibn-Munqidh (Kitab al i'tibar), trans Philip K. Hitti. Nueva York, 1929.
- Memorias tituladas Kitāb al-I'tibār, ed. Philip K. Hitti (Texto de árabe). Princeton: Princeton Prensa universitaria, 1930.
- Lubab al-Adab, ed. Un. M. Shakir. Cairo: Maktabat Luwis Sarkis, 1935.
- Diwan Usama ibn Munqidh, ed. Un. Badawi Y H. Abd al-Majid. Cairo: Wizarat al-Ma'arif al-Umumiyya, 1953.
- Kitab al-Manazil wa'l-Diyar, ed. M. Hijazi. Cairo: Al-Majlis al-Un'la li-l-Shu'un al-Islamiyya, 1968.
- Kitab al-'Asa, ed. Hassan Abbas. Alexandria: Al-Heno'en al-Misriyya al-'Amma li-l-Kitab, 1978.
- Al-Badi' fi-l-Badi', ed. Un. Muhanna. Beirut: Dar al-Kutub al-'Ilmiyya, 1987.
- Kitab al i'tibar, ed. Qasim Tan-Samarra'i. Riyadh, 1987.
- "Usama ibn Munqidh Libro del Personal (Kitab al'Asa): extractos autobiográficos e históricos," trans. Paul M. Cobb. Al-Masaq: Islam y el mediterráneo medieval 17 (2005).
- "Usama ibn Munqidh Kernels de Refinamiento (Lubab al-Adab): extractos autobiográficos e históricos," trans. Paul M. Cobb. Al-Masaq: Islam y el mediterráneo medieval 18 (2006)
- El Libro de Contemplación: Islam y las Cruzadas, trans. Paul M. Cobb. Pingüino Classics, 2008.

### Trabajos secundarios
- Ibn Khallikan  Diccionario Biográfico, trans. William MacGuckin, Barón de Slane, vol. 1. París, 1842.
- Hassan Abbas, Usama ibn Munqidh: Hayatuhu wa-Atharuhu. Cairo: al-Heno'un al-Misriya al-'Ama li'l-Kitab, 1981.
- Niall Christie, "¿Sólo un montón de historias sucias? Mujeres en las memorias de Usamah ibn Munqidh." Eastward Ató: Viaje y Viajeros, 1050@–1550, ed. Rosamund Allen. Mánchester: Mánchester Prensa Universitaria, 2004, pp. 71@–87.
- Paul M. Cobb, Usama ibn Munqidh: Guerrero-Poeta en la Edad de las Cruzadas Oxford: Oneworld, 2005.
- Paul M. Cobb, "Perros infieles: cazando cruzados con Usamah ibn Munqidh." Cruzadas 6 (2007).
- Lawrence yo. Conrad, "Usama ibn Munqidh y otros testigos de los francos y medicina islámica en la era de las cruzadas." Medicina en Jerusalén a través del tiempo, ed. Zohar Amar Et al. Tel Aviv: C. G. Fundación, 1999.
- Carole Hillenbrand, Las Cruzadas: Perspectivas islámicas. Routledge, 2000.
- R. S. Humphreys, Munkidh, Banu. Enciclopedia de Islam, 2.º. ed., vol. VII (Leiden: Brill, 1960@–2002).
- Robert Irwin, "Usama ibn Munqidh: un árabe-señor sirio en el tiempo de las Cruzadas reconsideración." Las Cruzadas y sus fuentes: los ensayos presentaron a Bernard Hamilton ed. John Francia, William G. Zajac (Aldershot: Ashgate, 1998) pp. 71@–87.
- Adnan Husain, "Maravillosos encuentros en las cruzadas: Usamah ibn Munqidh Libro de Aprender por Ejemplo," en Jason Glenn (ed), La Edad Media en Textos y Textura: Reflexiones de fuentes medievales (Toronto, Universidad de Toronto, 2012),
- D. W. Morray, "El genio de Usamah ibn Munqidh: aspectos de Kitab al-yo'tibar por Usamah ibn Munqidh." Papel. Universidad de Durham, Centro para Estudios Orientales e islámicos medievales, Durham, 1987.
- Yo. Schen, "Usama ibn Munqidh Memorias: una luz más lejana en el árabe musulmán del medievo." Revista de Semitic Estudios 17 (1972), y Revista de Semitic Estudios 18 (1973).
- G. R. Smith, "Una traducción nueva de los pasajes y la sección de caza de Usama ibn Munqidh I'tibar." Revista de Semitic Estudios 26 (1981).
- Stefan Salvage, "Preguntas Abiertas, luz nueva: Usama ibn Munqidh cuenta de sus batallas contra musulmanes y francos." El Frankish Guerras y su Influencia en Palestine, edd. Khalil Athamina y Roger Heacock (Birzeit, 1994), pp. 9@–29.
- La Crónica de Ibn al-Athir para el periodo de la cruzada de al-Kamil i'l-Ta'rikh, Parte 2: Los Años 541–589/1146–1193: La Edad de Nur al-Din y Saladin, trans. D.S. Richards. Textos de cruzada en Traducción 15. Aldershot: Ashgate, 2007.